# Frank Guinta
Frank Christopher Guinta (Edison, 26 settembre 1970) è un politico statunitense, membro della Camera dei Rappresentanti per lo stato del New Hampshire dal 2011 al 2013 e poi nuovamente dal 2015 al 2017.

## Biografia
Nato nel New Jersey, dopo gli studi Guinta lavorò come imprenditore.
Entrato in politica con il Partito Repubblicano, nel 2000 venne eletto all'interno della legislatura statale del New Hampshire. Cinque anni più tardi si candidò alla carica di sindaco di Manchester e riuscì ad essere eletto.
Nel 2009 decise di non chiedere un secondo mandato e l'anno seguente si candidò alla Camera dei Rappresentanti sfidando la deputata democratica in carica Carol Shea-Porter. Guinta sconfisse la Shea-Porter e venne eletto deputato, ma due anni dopo la donna si ricandidò per il seggio e questa volta sconfisse Guinta.
Nel 2014 Guinta annunciò di volersi candidare nuovamente contro la Shea-Porter e nelle elezioni la sconfisse di misura, tornando così al Congresso per la seconda volta. Nel 2016 Guinta e la Shea-Porter si affrontarono nuovamente e per la seconda volta la Shea-Porter prevalse, costringendo Guinta a lasciare il seggio.
Frank Guinta è considerato un repubblicano di ideologia moderata.